# 莲花塔
22°59′35″N 113°29′53″E / 22.99306°N 113.49806°E
莲花塔，是一座位于中国广东省广州市番禺区石楼镇莲花山的明代楼阁式砖塔，原称文昌塔。因莲花山多产砺石，莲花塔又名石砺塔；因莲花山东有狮子岩，莲花山又称狮子山，莲花塔又称狮子塔。
莲花塔建于明万历四十年（1612年），是邑举人李惟风、刘如性等五人为防止采矿损伤地脉而筹资兴建的。莲花塔平面作八角形，外观九层，内十一层，高48米，占地约65平方米，青砖砌筑。塔层夹壁，砖砌梯级，每层设窗户。平座和塔檐以菱角牙砖和挑檐砖叠涩挑出。莲花塔矗立珠江入海口西侧，古时船舶以之为航标，有“省会华表”之称。
数百年的风雨剥蚀，以及鸦片战争与抗日战争时期的炮火损伤，使莲花塔塔顶坍塌，墙体破裂。1981年，何添、何贤兄弟捐资修复莲花塔。1989年6月，莲花塔被列为广东省文物保护单位。